# Bilal Ched-Dadi
Bilal Ched-Dadi (2 juni 1986) is een Nederlands-Marokkaans voetballer die voor ZSGOWMS speelt. Hij was in het profvoetbal actief voor Stormvogels Telstar en FC Omniworld.

## Carrière
Bilal Ched-Dadi speelde in de jeugdopleiding van Stormvogels Telstar. Hij debuteerde voor deze club in de Eerste divisie op 12 augustus 2005, in de met 1-0 verloren uitwedstrijd tegen VVV-Venlo. In het begin van het seizoen 2005/06 speelde Ched-Dadi in totaal zeven wedstrijden voor Telstar, maar kwam daarna niet meer in actie. In 2006 vertrok hij naar FC Omniworld, waar hij in twee seizoenen slechts één wedstrijd speelde: op 23 maart 2007, in de met 2-1 verloren uitwedstrijd tegen FC Emmen. Hierna vertrok hij naar de amateurclub Haaglandia, waarna hij nog voor FC Chabab, Magbreb '90, ASV De Dijk, ZSGOWMS, VV HBOK speelde. Sinds 2020 speelt hij weer voor VV HBOK.

### Statistieken
| Seizoen                    | Club                | Land           | Competitie     | Competitie | Competitie | Beker | Beker | Totaal | Totaal |
| Seizoen                    | Club                | Land           | Competitie     | Wed.       | Dlp.       | Wed.  | Dlp.  | Wed.   | Dlp.   |
| -------------------------- | ------------------- | -------------- | -------------- | ---------- | ---------- | ----- | ----- | ------ | ------ |
| 2005/06                    | Stormvogels Telstar | Nederland      | Eerste divisie | 6          | 0          | 1     | 0     | 7      | 0      |
| 2006/07                    | FC Omniworld        | Nederland      | Eerste divisie | 1          | 0          | 0     | 0     | 1      | 0      |
| 2007/08                    | FC Omniworld        | Nederland      | Eerste divisie | 0          | 0          | 0     | 0     | 0      | 0      |
| Carrièretotaal             | Carrièretotaal      | Carrièretotaal | Carrièretotaal | 7          | 0          | 1     | 0     | 8      | 0      |
| Bijgewerkt op 29 juni 2019 |                     |                |                |            |            |       |       |        |        |